# Smerovišće
Smerovišće – wieś w Chorwacji, w żupanii zagrzebskiej, w mieście Samobor. W 2011 roku liczyła 116 mieszkańców.